# Mustaschkampen

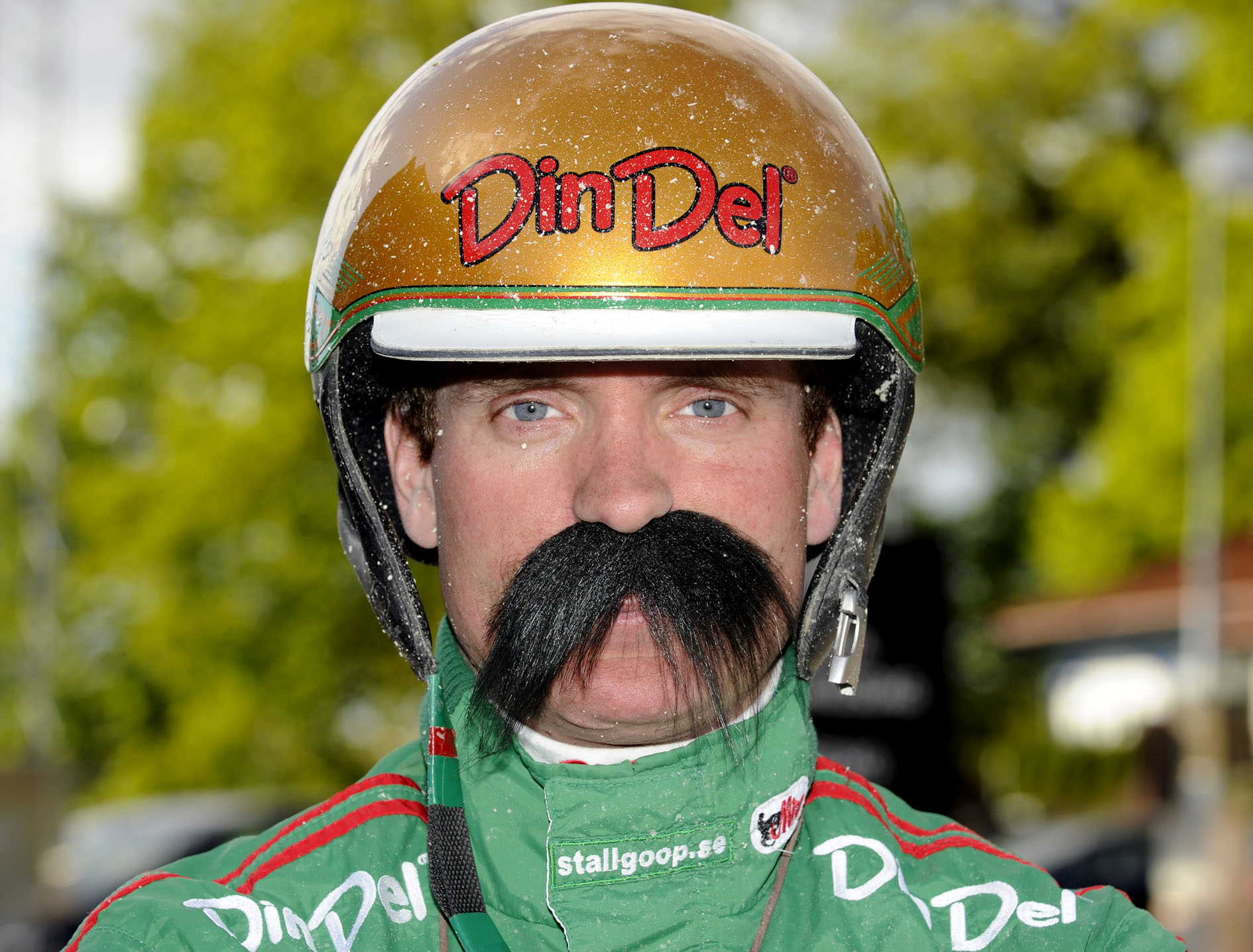
Björn Goop 2010

Mustaschkampen är en kampanj som återkommer varje år i november. Syftet är att samla in pengar till kampen mot prostatacancer, sprida kunskap och ge stöd åt forskningen. Kampanjens symbol är en blå mustasch som får lite nytt utseende varje år.  
Kampanjen drevs 2007-2011 av Cancerfonden, för att samla in pengar till förmån för forskning relaterad till prostatacancer. Sedan 2015 arrangeras Mustaschkampen i Prostatacancerförbundets regi. Till sin hjälp har de stöd från sina huvudpartners, hundratals företag och organisationer samt 29 lokala prostatacancerföreningar. Insamlade pengar går till Prostatacancerfonden.